# 第二中间时期
第二中间时期是古埃及历史上的一个分裂时期，位于中王国时期之后，新王国时期之前，时间长度大约有一百年左右。第二中间时期包括了第十五、十六、十七三个王朝；另有一种观点将第十三、十四两个王朝也归入第二中间时期之内。
这是一个以政治动荡和中央权力的削弱为特征的时期，这个时期的标志性特征包括多支王朝的并存（主要是第十三至第十七王朝）、上埃及和下埃及的分裂、外来胡克索斯人的统治（尤其在第十五王朝），以及文化和经济交流的中断。这一分裂期的结束标志是底比斯第十七王朝成功击退胡克索斯人，并重新统一埃及。

## 历史
前19世纪末期，第十二王朝女法老塞贝克涅弗鲁死去。由于女法老无嗣，导致第十二王朝突然终结，取而代之的是更加衰弱的第十三王朝。第十三王朝统治着从伊特塔威，位于孟斐斯和利斯特附近，地处尼罗河三角洲尖端以南。
第十三王朝中有一位说闪米特语的法老，名叫汗杰。第十三王朝无法控制整个埃及，有西亚血统行省官员控制了尼罗河三角洲东部的阿瓦里斯，建立第十四王朝，挑战第十三王朝的中央权威。
大约在前17世纪，西亚的喜克索斯人侵入埃及，建立第十五王朝。此后的第十六王朝，其法老也是西亚的外族人。后来，底比斯的贵族起兵，建立第十七王朝，反抗喜克索斯人的统治。卡摩斯在位期间向北进军，击败喜克索斯人。其弟雅赫摩斯一世在位期间，将喜克索斯人彻底逐出埃及，第二中间时期结束。